# Флаг Ольстера
Флаг О́льстера (англ. Flag of Ulster) — один из символов исторической провинции Ирландии — Ольстер, которая в настоящее время объединяет девять графств на севере острова. Шесть из них — Антрим, Арма, Даун, Фермана, Лондондерри и Тирон — входят в состав Северной Ирландии, остальные — Каван, Донегол и Монахан — являются частью Республики Ирландия.
Флаг составлен из геральдических символов самых известных династий Ольстера — красный георгиевский крест на жёлтом фоне, а в центре — белый щит с красной правой рукой в середине.

## Цвета
Красный крест на золотом фоне, согласно британскому Институту флагов и ирландским вексиллологам, взят с герба семьи графов де Бургов, а щит с Красной рукой Ольстера — с герба рода О’Нилов, правивших в Ольстере.
| Схема  | Золотой      | Красный     | Белый         |
| ------ | ------------ | ----------- | ------------- |
| Пантон | Gold 123     | Red 485     | White         |
| HEX    | #FFC72C      | #DA291C     | #FFFFFF       |
| RGB    | 255, 199, 44 | 218, 41, 28 | 255, 255, 255 |
| CMYK   | 0.19.89.0    | 0.95.100.0  | 0.0.0.0       |